# CMS
CMS (engl. Content management system) je sustav koji omogućuje upravljanje sadržajem. U najširem smislu odnosi se na svako rješenje koje omogućuje klasifikaciju, organizaciju, povezivanje i svaki drugi oblik uređivanja sadržaja. Iako se pojam može koristiti za manualne procese upravljanja sadržajem, danas se u prvom redu primjenjuje za različita programska rješenja koja omogućuju napredno upravljanje velikim brojem informacija. CMS sustavi se koriste pri sinkronizaciji podataka iz više izvora, za izvršavanje kolaborativnih projekata, za organizaciju rada u korporacijskim okruženjima i slično. Temeljna primjena CMS-a danas je u dinamičkom kreiranju web-stranica nove generacije.

## Povijest
Možemo reći da je povijest CMS-a (sustava za upravljanje sadržajem) duga je kao i povijest samoga "sadržaja", a ona nastaje u isto vrijeme kao i ljudsko znanje. Kao posljedica želje za efikasnim upravljanjem sadržajima razvijale su se posebne tehnike organizacije i pohranjivanja podataka. Početke toga nalazimo u prvim svitcima, knjigama i zbirkama, a nešto kasnije u razvoju knjižnica i arhiva.
Informatičkim razvojem u potpunosti se promijenio pristup upravljanju sadržajem. Umjesto ručne i mehaničke obrade, računala su omogućila iznimno brz i precizan način obrade podataka koji se temelji na sedam glavnih karakteristika koje predstavljaju značajno poboljšanje u odnosu na sve ranije sustave:
1. Skupljanje podataka
2. Pohrana informacija
3. Organizacija informacija
4. Izračun
5. Komunikacija
6. Prezentacija podataka
7. Kontrola

Usporedo s razvojem softwarea za različite primjene, razvili su se i specijalizirani računalni programi za upravljanje informacijama (CMS sustavi). Dok su neki od njih specijalizirani za specifične primjene, velik broj CMS sustava je prilagodljiv za različite svrhe. Njihova najšira primjena našla je svoje mjesto u korporacijskim okruženjima i uređivanju sadržaja na web-stranicama za što se ponekad koristi i poseban naziv (WCMS, engl. Web Content Management System).

## Primjena CMS sustava
U korporacijskom kontekstu, CMS sustavi mogu se koristiti za integraciju različitih podatkovnih baza kao što su podaci o zaposlenicima, kupcima, proizvodima, radnim zadacima i sl. Koristeći CMS rješenja, svima njima se može upravljati s jednog mjesta. Jednako tako, putem zajedničkog sučelja zaposlenici mogu pristupati različitim dokumentima i podacima koje mogu koristiti za različite svrhe. 
Brzim razvojem i širem Interneta, web-stranice postale su najveći i najpristupačniji izvor informacija. Zbog toga se CMS sustavi danas uglavnom koriste za upravljanje informacijama na Internetu. 

### CMS sustavi za upravljanje sadržajima na Internetu (WCMS)
Još sredinom 1990-ih, velika većina web stranica bila je sačinjena u HTML-u. Jedine dinamičke stranice bile su web-trgovine. Razvojem novih programskih jezika (kao što je PHP) krajnji korisnici dobivali su mogućnost uređivanja vlastitih stranica. Prekretnicu u upravljanju sadržajima web-stranica predstavljaju CMS sustavi koji su omogućili krajnjim korisnicima jednostavno i organizirano dodavanje tekstova, fotografija, video-sadržaja i sl.  Kvalitetni Web CMS sustavi omogućuju i korisnicima bez posebnih tehničkih i programerskih vještina jednostavno, a u isto vrijeme napredno upravljanje sadržajima stranica. Stvarajući jedinstvenu podatkovnu infrastrukturu, CMS omogućuje preglednu organizaciju svih podataka. Prednosti CMS-a osobito su vidljive kod primjene na velikim portalima ili virtualnim projektima na kojima sudjeluje velik broj ljudi. 
Naprednim funcijama i brzim razvojem CMS sustavi nametnuli su se kao najvažniji nositelji razvoja u web-industriji. Glavne osobine dobrih CMS sustava su jednostavnost korištenja, preglednost podatkovne strukture, prilagodljivost za različite svrhe i visok nadzor nad cjelokupnim procesom objave sadržaja.

### Osobine dobrog CMS-sustava
- web sučelje za upravljanje podacima - omogućuje upravljanje sadržajima preko Interneta s bilo kojeg mjesta
- online uređivanje sadržaja s vjernim pregledom (WYSIWYG) - osigurava da će sadržaji nakon objave izgledati jednako kao i u sučelju za uređivanje
- ugrađeno pretraživanje po ključnim riječima i kategorijama
- sustav različitih prava pristupa zasnovan na ulogama - pomoću sustava uloga može se učinkovito upravljati složenim zadacima koji se odvijaju kroz više etapa, smanjujući mogućnost pogreške.
- sustav tijeka zadataka (workflow system) i mogućnost kolaboracija - omogućuje nadgledanje izvršenja zadatka kroz različite faze. Ova mogućnost je osobito korisna velikim organizacijama i uredništvima (npr. novinar ima mogućnosti upisa teksta, ali ne i mijenjanja izgleda portala. Nakon upisa svog teksta on dolazi na redakciju lektoru te nakon odobrenja glavnog urednika na objavu).
- upravljanje s više povezanih organizacija ili portala s jednog mjesta
- upravljanje korisnicima
- stalan i kontinuiran razvoj novih inačica u skladu s razvojem web-standarda
- mnogostruka namjena - mogućnost korištenja za različite namjene, prilagođene krajnjem korisniku
- napredne funkcije (moduli) kao što su: dodavanje web-trgovine, mogućnost upravljanja forumima i news-grupama, ugrađeni prozori za uređivanje slike i teksta
- sigurnost
- podrška za višejezičnost

## Komercijalni CMS sustavi
Komercijalni CMS programi utemeljeni su na različitim programskim platformama i dijele se na različite primjene. Glavne prednosti pred besplatnim rješenjima su stabilnost, sigurnost, stalna korisnička podrška te mogućnost implementacije u postojeće sustave i korisnikove baze podataka. Bolji CMS programi uključuju napredne funkcije, a korisniku omogućuju jednostavno i sigurno korištenje. 
- ColdFusion - službena stranica ColdFusion-a
- Kentico - službena stranica Kentic-a
- Sitefinity - službena stranica Sitefinity-a
- EasyEdit CMS - hrvatski CMS sustav službena stranica EasyEdit CMS-a
- Accrisoft - službena stranica Accrisoft-a
- Jalios - službena stranica Jalios-a
- Corvus CMS - hrvatski CMS sustav službena stranica Corvus CMS-a  Arhivirana inačica izvorne stranice od 19. listopada 2018. (Wayback Machine)
- Webiny - hrvatski CMS sustav službena stranica Webiny-a
- SharePoint - službena stranica Microsoft SharePoint-a

## Slobodnii besplatni CMS sustavi
Od sredine 2000-ih uz komercijalne software na tržištu se nudi i velik broj besplatnih CMS alata za izradu. Oni obično nude određen broj unaprijed definiranih templatea koji omogućuju brzu i jednostavnu izradu web-stranica. Njihova prednost je dostupnost i cijena, a mana velik broj gotovo identičnih web-stranica nastalih primjenom templatea i nedostatak mnogih naprednih funkcija koje nude komercijalni proizvodi. 
- Open Source CMS - recenzije raznih programa
- Drupal - službena webstranica Drupal-a
- Joomla! - službena webstranica Joomla!-e
- Wordpress - službena webstranica Wordpress-a
- TYPO3 - službena webstranica TYPO3-a
- Magma CMS - službena stranica Magma CMS-a  Arhivirana inačica izvorne stranice od 14. srpnja 2014. (Wayback Machine)
- sNews - službena web stranica sNews-a
- DotNetNuke - službena web stranica DotNetNuke-a
- eZ Publish - Besplatni Enterprise Open Source CMS. Službena web stranica